# Clariallabes uelensis
Clariallabes uelensis är en fiskart som först beskrevs av Poll, 1941.  Clariallabes uelensis ingår i släktet Clariallabes och familjen Clariidae. IUCN kategoriserar arten globalt som livskraftig. Inga underarter finns listade i Catalogue of Life.